# Coleolaelaps
Coleolaelaps es un género de ácaros perteneciente a la familia  Laelapidae.

## Especies
- Coleolaelaps agrestis (Berlese, 1887)
- Coleolaelaps asiaticus Karg, 1999
- Coleolaelaps inopinatus Grandi, 1925
- Coleolaelaps tongyuensis Ma, 1997
- Coleolaelaps variosetatus Karg, 1999